# Anna Lindemann
Anna Lindemann (* 17. August 1892 in Bielefeld; † 6. Dezember 1959 in Berlin) war eine deutsche Kommunistin,  Pädagogin, Redakteurin, Hochschullehrerin und Aktivistin der Freidenkerbewegung.

## Leben
Lindemann wuchs als Tochter eines Bielefelder Kaufmanns und seiner Frau auf und studierte in Marburg und Berlin Philosophie. In der Weimarer Republik war sie zusammen mit ihrem Ehemann Walter Lindemann aktiv in der KPD und in der proletarischen Freidenkerbewegung. Sie leitete zudem die deutsche Sektion der „Internationalen Bildungsarbeiter“.
Während der Zeit des Nationalsozialismus arbeiteten die Lindemanns als Privatlehrer in Bielefeld. Anna Lindemanns Broschüre Was wollen die proletarischen Freidenker? gehörte zu den im Jahr 1933 verbrannten Werken.
Nach dem Ende des Zweiten Weltkrieges erhielt sie 1946 einen Lehrauftrag für Gegenwartsgeschichte und wurde im März 1948 zur außerordentlichen Professorin für Gegenwartskunde an der Gesellschaftswissenschaftlichen Fakultät der Universität Jena berufen, deren Dekanin sie später auch wurde. 1950 wurde sie Professorin und Dekanin an der Hochschule für Musik „Hanns Eisler“ Berlin. Am 6. Dezember 1959 kam sie bei einem Autounfall ums Leben.
Das Ehepaar Lindemann verlieh dem in Thüringen besonders erfolgreichen Freidenkerunterricht, den proletarischen Familienfeiern, insbesondere den Jugendweihen, bedeutende Impulse.

## Ehrungen
- In der DDR wurde das Institut für Lehrerbildung (IfL) in Crossen an der Elster nach Anna Lindemann benannt.
- In Gotha ist eine Straße nach Anna und Walter Lindemann benannt.

## Schriften
- Was wollen die proletarischen Freidenker?, Herausgegeben vom Zentralverband proletarischer Freidenker Deutschlands, 1922
- Walter und Anna Lindemann: Die proletarische Freidenkerbewegung. Leipzig-Lindenau 1926. - Nachdr. mit Nachwort von Henning Eichberg (= Reihe Arbeiterkultur. Band 2). Atalas, Münster 1980, ISBN 3-88561-003-5.